# Хеан Рамірес
Хеан Рамірес (ісп. Jean Ramírez; нар. 18 січня 1977) — венесуельський борець греко-римського стилю, чемпіон, срібний та дворазовий бронзовий призер Панамериканських чемпіонатів, чемпіон Південноамериканських ігор, срібний призер Центральноамериканських і Карибських ігор, чемпіон та бронзовий призер Боліваріанських ігор.

## Життєпис
Боротьбою почав займатися з 1996 року.
Виступав за борцівський клуб «Едгар Гарсія». Тренер — Франциско Рангель (з 1996).

## Спортивні результати на міжнародних змаганнях

### Виступи на Чемпіонатах світу
| Змагання                        | Збірна    | Вагова категорія                 | Місце |
| ------------------------------- | --------- | -------------------------------- | ----- |
| Чемпіонат світу з боротьби 2005 | Венесуела | греко-римська боротьба, до 84 кг | 32    |

### Виступи на Панамериканських чемпіонатах
| Змагання                                   | Збірна    | Вагова категорія                 | Місце  |
| ------------------------------------------ | --------- | -------------------------------- | ------ |
| Панамериканський чемпіонат з боротьби 2000 | Венесуела | греко-римська боротьба, до 76 кг | Бронза |
| Панамериканський чемпіонат з боротьби 2002 | Венесуела | греко-римська боротьба, до 84 кг | 4      |
| Панамериканський чемпіонат з боротьби 2003 | Венесуела | греко-римська боротьба, до 84 кг | Бронза |
| Панамериканський чемпіонат з боротьби 2004 | Венесуела | греко-римська боротьба, до 84 кг | Золото |
| Панамериканський чемпіонат з боротьби 2005 | Венесуела | греко-римська боротьба, до 84 кг | Срібло |

### Виступи на Південноамериканських іграх
| Змагання                       | Збірна    | Вагова категорія                 | Місце  |
| ------------------------------ | --------- | -------------------------------- | ------ |
| Південноамериканські ігри 2002 | Венесуела | греко-римська боротьба, до 84 кг | Золото |

### Виступи на Центральноамериканських і Карибських іграх
| Змагання                                     | Збірна    | Вагова категорія                 | Місце  |
| -------------------------------------------- | --------- | -------------------------------- | ------ |
| Центральноамериканські і Карибські ігри 2002 | Венесуела | греко-римська боротьба, до 84 кг | Срібло |

### Виступи на Боліваріанських іграх
| Змагання                 | Збірна    | Вагова категорія                 | Місце  |
| ------------------------ | --------- | -------------------------------- | ------ |
| Боліваріанські ігри 2001 | Венесуела | греко-римська боротьба, до 76 кг | Бронза |
| Боліваріанські ігри 2005 | Венесуела | греко-римська боротьба, до 84 кг | Золото |